# Antoni Czudowski
Antoni Czudowski (ur. 14 kwietnia 1890 w Smoleńsku, zm. 1951 w Józefowie) – major kawalerii Wojska Polskiego, działacz niepodległościowy, inżynier.

## Życiorys
Urodził się 14 kwietnia 1890 w Smoleńsku, ówczesnej stolicy guberni smoleńskiej, jako syn Wacława i Marii z Swadkowskich.
W czasie I wojny światowej walczył w szeregach pułku kirasjerów Lejbgwardii. 3 stycznia 1917 został awansowany na stopień sztabsrotmistrza ze starszeństwem z 19 lipca?/1 sierpnia 1916 i pozostawieniem w rezerwie armijnej kawalerii.
9 grudnia 1917, po rewolucji październikowej, znalazł się w grupie Polaków – 5 oficerów, 1 podchorążego i 35 żołnierzy pułku kirasjerów Lejbgwardii, którzy 13 grudnia 1917 przybyli ze Światoszyna pod Kijowem do Pietniczan i tam utworzyli 1 Chorągiew Kirasjerów Polskich, której został dowódcą. 17 stycznia 1917, po utworzeniu 2 pułku strzelców konnych (20 kwietnia 1918 przemianowany na 7 pułk ułanów), objął funkcję zastępcy dowódcy pułku do spraw gospodarczych.
Od lutego 1919 pełni służbę w 12 pułku ułanów. W kwietniu tego roku organizuje szwadron karabinów. W czasie wojny z bolszewikami 1920 walczył na stanowisku dowódcy II dywizjonu 12 puł. 27 sierpnia 1920 został zatwierdzony z dniem 1 kwietnia 1920 w stopniu rotmistrza, w kawalerii, w grupie oficerów byłych Korpusów Wschodnich i byłej armii rosyjskiej.
Po zakończeniu działań wojennych pozostał w wojsku jako oficer zawodowy i kontynuował służbę w 12 pułku ułanów. Następnie został odkomenderowany na Politechnikę Warszawską celem ukończenia studiów. 3 maja 1922 został zweryfikowany w stopniu majora ze starszeństwem od 1 czerwca 1919 i 58. lokatą w korpusie oficerów jazdy (od 1924 – kawalerii). W 1924 został przeniesiony do rezerwy i przydzielony w rezerwie do macierzystego pułku w Białokrynicy k. Krzemieńca.
W 1934, jako oficer rezerwy pozostawał w ewidencji Powiatowej Komendy Uzupełnień Bydgoszcz Miasto. Posiadał przydział do Oficerskiej Kadry Okręgowej Nr VIII. Był wówczas w grupie oficerów „powyżej 40 roku życia”. Po przeniesieniu do Warszawy prowadził przedsiębiorstwo „Biuro Budowlane A. Czudowski i S-ka Inżynierowie” przy ul. Tadeusza Żulińskiego 9, które zostało wpisane do rejestru handlowego 3 stycznia 1936 (wspólnikami byli Konstanty Czudowski i Wacław Szuszkiewicz, a prokurentami Mieczysław Kieresant-Wiśniewski i Stanisław Domino)”.
Zmarł w 1951 i został pochowany na cmentarzu parafii pw. Matki Bożej Częstochowskiej w Józefowie (kwatera E, rząd 18, grób 13, 14).
26 lipca 1925 w Warszawie ożenił się z Heleną Janiną Stawikowską (1905–1980), córką Stanisława i Franciszki z Royków. Świadkami byli inżynierowie: Mieczysław Kieresant-Wiśniewski i Stanisław Puzyna.

## Ordery i odznaczenia
- Krzyż Walecznych trzykrotnie[13][20]
- Złoty Krzyż Zasługi – 30 stycznia 1939 „za zasługi na polu pracy społecznej”[21]
- Medal Niepodległości – 23 grudnia 1933 „za pracę w dziele odzyskania niepodległości”[22]
- Order Świętej Anny 4 stopnia z napisem na szabli „Za odwagę” – 25 listopada?/8 grudnia 1915[3]